# Rejon Panczarewo
Rejon Panczarewo (bułg.: Район Панчарево) – rejon w obwodzie miejskim Sofii, w Bułgarii. Populacja wynosi 26 000 mieszkańców.